# Lista de bairros de Lábrea
Este anexo lista os bairros de Lábrea, que são as divisões oficiais do município brasileiro supracitado, localizado no interior do estado do Amazonas, Região Norte do país. As subdivisões estão de acordo com a prefeitura da cidade, enquanto os dados populacionais foram coletados pelo Instituto Brasileiro de Geografia e Estatística (IBGE) durante o censo realizado no ano de 2010 e os dados dos domicílios estão de acordo com aquele instituto, com referências do mesmo ano.
O município de Lábrea, em 2010, era composto por 8 bairros oficiais, além de povoados rurais, comunidades ribeirinhas, de loteamentos e bairros não-oficiais localizados na área territorial do município. Segundo o IBGE, o mais populoso era o Bairro da Fonte, reunindo 5 981 habitantes, sendo seguido pela Vila Falcão, com 5 135 habitantes.

## Bairros de Lábrea
| Bairros oficiais de Lábrea |            |            |            |                         |
| Bairro                     | Habitantes | Habitantes | Habitantes | Domicilios particulares |
| Bairro                     | Homens     | Mulheres   | Total      | Domicilios particulares |
| Bairro da Fonte            | 3 030      | 2 951      | 5 981      | 1 339                   |
| Bairro Novo                | 125        | 105        | 230        | 79                      |
| Barra Limpa                | 1 229      | 1 216      | 2 445      | 568                     |
| Centro                     | 2 047      | 2 096      | 4 143      | 1 123                   |
| Nossa Senhora de Fátima    | 1 036      | 975        | 2 011      | 469                     |
| Pantanal                   | 1 278      | 1 193      | 2 471      | 569                     |
| São José                   | 861        | 930        | 1 791      | 442                     |
| Vila Falcão                | 2 601      | 2 534      | 5 135      | 1 189                   |